# Österreichischer Himmelskalender

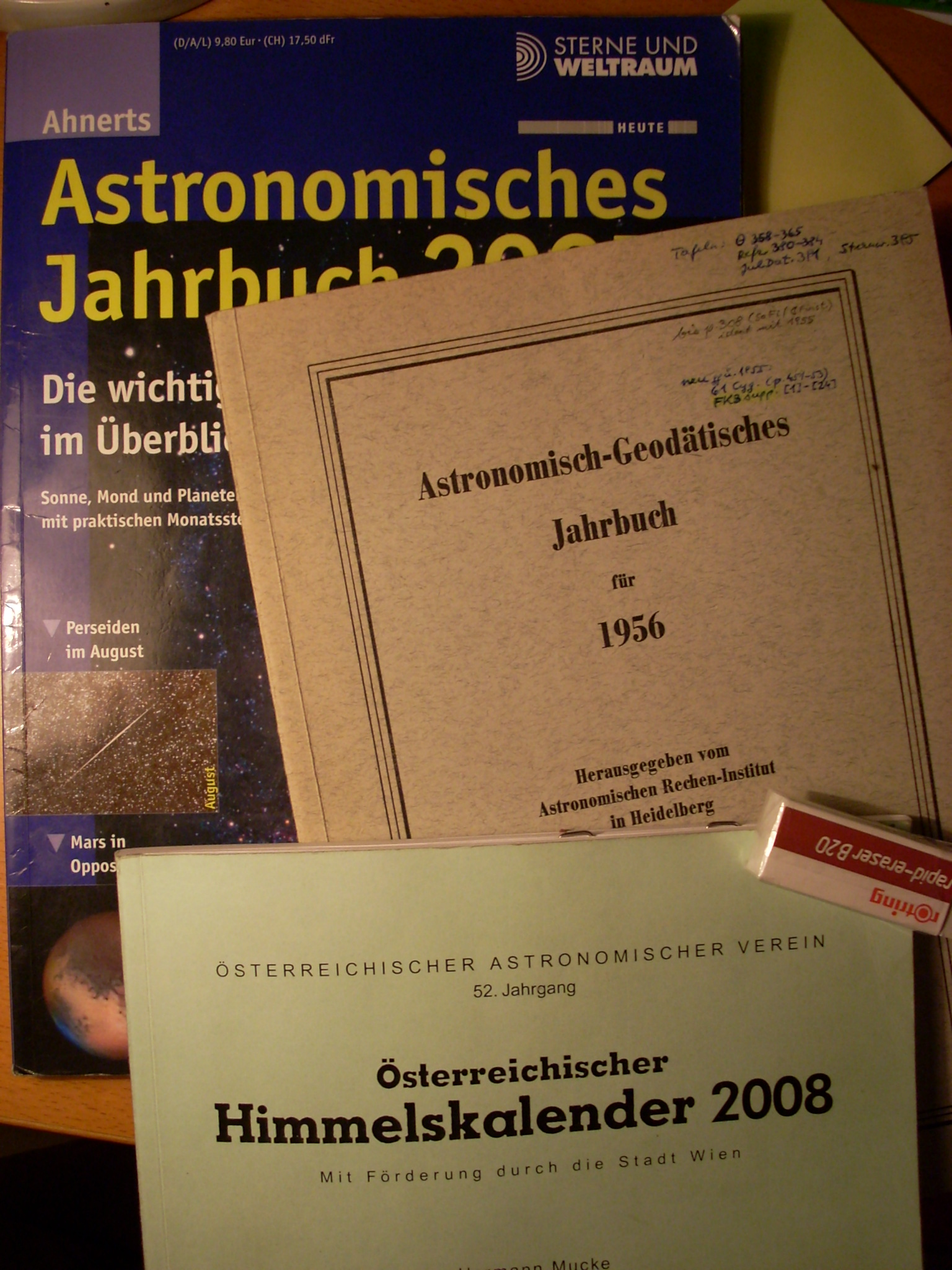
Der Himmelskalender und zwei andere Jahrbücher ähnlichen Inhalts. Das Heidelberger Jahrbuch ging 1960 in den Astronomical Ephemeris auf.

Der Himmelskalender war ein astronomisches Jahrbuch für Österreich, das aber auch für Süddeutschland und die östlichen Nachbarländer geeignet war. Er erschien seit dem Jahrgang 1957 alljährlich im Herbst und wurde vom Astronomischen Büro des Österreichischen Astrovereins unter der Schriftleitung von Hermann Mucke herausgegeben. Nach dessen Tod im März 2019 wurde der Himmelskalender eingestellt. Als Nachfolger wurde mit dem Jahrgang 2020 der Astronomische Almanach für Österreich ins Leben gerufen.
Das Jahrbuch umfasste etwa 140 Seiten und wurde in handlichem A5-Querformat gedruckt. Es enthielt alle für Amateurastronomen wichtigen Daten zu Sonnensystem und Sternhimmel und war für punktgenaue Vorausberechnungen auf die geografische Breite von Wien (verwendbar auch für München) ausgelegt. Ein besonderer Schwerpunkt war die Beobachtende Astronomie mit freiem Auge. Die Tafelintervalle waren den Himmelskörpern gut angepasst und für rasche Interpolation im Kopf ausgelegt.
Inhalt:
- Erläuterungen und Chronologie
- Monatsübersichten mit
  - Sternzeit
  - Auf/Untergänge von Sonne und Mond
  - Rektaszension und Deklination von Mond
  - Sichtbarkeit von Planeten (z. B. Merkur abends bis 13. März in den Fischen)
  - Besondere Gestirnkonstellationen, wie die wichtigsten Mondphasen, Kulmination und Maximale Elongation von Planeten oder Angaben darüber, wenn sich Gestirne besonders nahekommen (z. B. Venus 3° nördlich von Jupiter am 15. März 2012 um 12 Uhr)
- Sternbilderkarten für jeden Monat
- Sonne und Mond (Koordinaten, Durchmesser, physische Daten)
- Große Planeten und Pluto (Rektaszension, Deklination, scheinbare Helligkeit, Elongation, Winkeldurchmesser, Erdentfernung, Aufgang, Kulmination und Untergang)
- Galilei’sche Jupitermonde, große Saturnmonde (Rhea, Titan, Japetus), Saturnring
- Kleinplaneten (z. B. Pallas, Ceres, Vesta usw.) und Helle Sterne
- Sternbedeckungen durch den Mond (für Wien und Innsbruck)
- Sonnen- und Mondfinsternisse
- Scheinbare Sternörter (40 helle Fundamentalsterne)
- Übertragung ortsabhängiger Daten (geografische Korrektur)
- Dämmerungszeiten für alle neun österreichischen Landeshauptstädte
- Projekte und Beobachtungsprogramme des Astrovereins